# Jan Hřímalý

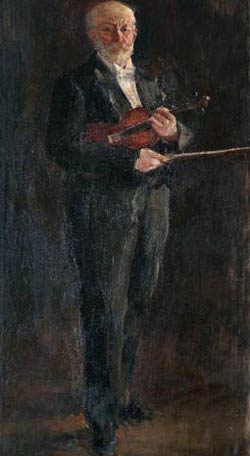
Jan Hřímalý

Jan Hřímalý (auch Johann oder Iwan Hřimalý, * 13. April 1844 in Pilsen; † 11. Januarjul. / 24. Januar 1915greg. in Moskau) war ein tschechischer Geiger und Musikpädagoge.

## Leben
Nach erstem Violinunterricht studierte er bis 1861 am Prager Konservatorium bei Moritz Mildner. Nach Konzerten in Deutschland war er von 1862 bis 1869 Konzertmeister des Amsterdamer Sinfonieorchesters. Auf Einladung von Nikolai Rubinstein wurde er 1869 Lehrer, 1874 Professor am Moskauer Konservatorium. 
Er leitete ein Streichquartett, dirigierte das Sinfonieorchester und wurde als Solist ein Experte für die Kompositionen Tschaikowskis. Als Lehrer knüpfte er an den Stil seines Vorgängers und Lehrers Ferdinand Laub an und begründete eine Moskauer Schule des Violinspiels. Zu seinen Schülern zählten Geiger wie Stanisław Barcewicz, Paul Juon, Reinhold Glière, Wladimir Bakaleinikoff, Iosif Kotek, Juli Konjus und andere. Der Dichter Andrei Bely erwähnt ihn namentlich in einem Gedicht als Professor Hřimalý.
Hřimalý verfasste mehrere musikpädagogische Werke, die bis in die Gegenwart im Violinunterricht eingesetzt werden. Sein Bruder Vojtěch Hřímalý wurde gleichfalls als Geiger und Komponist bekannt, sein Bruder Jaromir Hřimalý (1845–1905) war Cellist. Zu seinen Schülern zählte u. a. Stanisław Barcewicz.